# Pazzi-Madonna

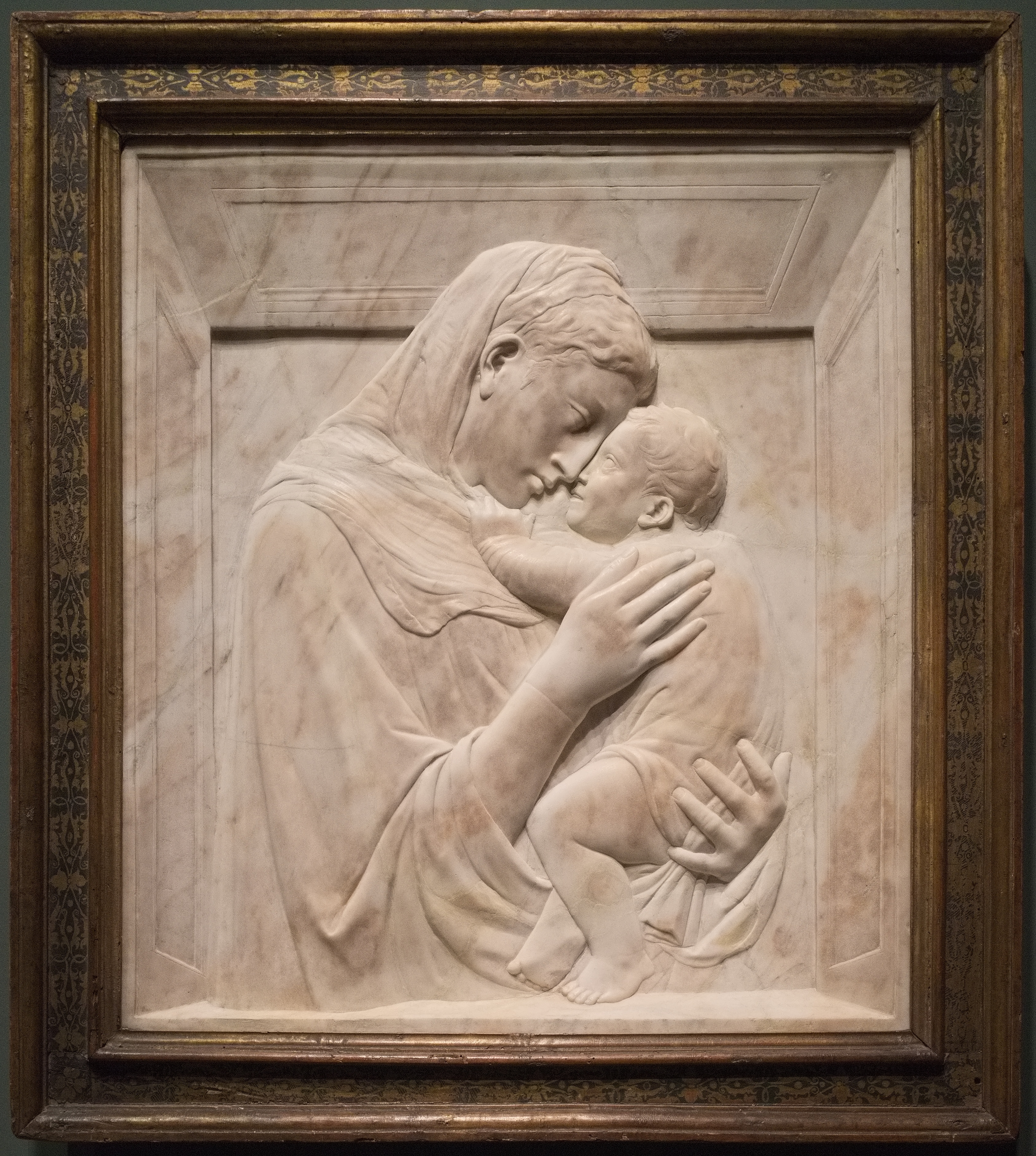
Pazzi-Madonna, Donatello (1386–1466), circa 1420, Relief, Marmor, 74,5 × 73 × 6,5 cm, Skulpturensammlung, Berlin.

Als Pazzi-Madonna oder Madonna Pazzi wird ein hochformatiges Flachrelief von Donatello bezeichnet, das möglicherweise aus dem Palast oder Besitz der Familie Pazzi in Florenz stammt. Von der kunsthistorischen Forschung wird es überwiegend auf circa 1420–1422 datiert. Das Werk ist Teil der Skulpturensammlung der Staatlichen Museen zu Berlin.

## Beschreibung
Das 74,5 × 73 × 6,5 cm große Marmorrelief ist in einem hochrechteckigen, nahezu quadratischen, Format angelegt. Madonna und Kind sind lebensgroß in einer, lose dem Prinzip der Zentralperspektive folgenden, Fensterarchitektur dargestellt, die einen dreidimensionalen Bildraum erzeugt. Zentrales Bildthema ist die innige Beziehung zwischen (Gottes-)Mutter und Kind.
Die stehende Halbfigur der Madonna ist von der Brüstung der Fensterarchitektur auf Hüfthöhe abgeschnitten und nimmt einen Großteil der linken Relieffläche ein. Sie zeigt sich dem Betrachter von rechts, den Körper (durch die, das Kind umgreifende, Armhaltung) dem Betrachter halb zugewandt, das Gesicht, ganz im Profil, neigt sich dem Kind zu. Ihr Körper ist von einem schweren Mantel mit unbewegtem Faltenwurf umhüllt. Um ihren Hals und Schulterbereich ist ein zarteres, großes Kopftuch gelegt, dessen Falten feiner gezeichnet sind. Hinter ihr sichtbares Ohr geschoben, liegt das Tuch locker nur auf ihren Hinterkopf und legt das weich ausgearbeitete, leicht gewellte Kopfhaar der Madonna ein Stück weit frei. Ihr Kopf überschneidet die Nischendecke, was für den Betrachter eine Untersicht definiert und den Eindruck von Tiefe verstärkt. Der Gesichtsausdruck ist einer Skulptur ähnlich und regungslos. Ihre Gesichtszüge sind idealisiert: In einer geraden Linie verläuft die Stirn zur Nase, ihre Augen sind abstrakt und ohne Pupillen, der Mund ist unbewegt. Ihre Stirn ist zärtlich an die des Jesusknaben gelegt, den sie in ihrem linken Arm vor sich hält. Man sieht nur die linke Hand, stark verkürzt, mit gespreizten Fingern. Mit der rechten Hand hält sie ihn sanft an der Schulter. Ihre gesamte Körperhaltung ist nach innen auf das auf Brusthöhe an sich gezogene Kind ausgerichtet. Das Profil ihrer Nase und Stirn überdeckt das des Kindes. Der Blick der Madonna wird durch die weit geöffneten Augen des Jesusknaben direkt erwidert.

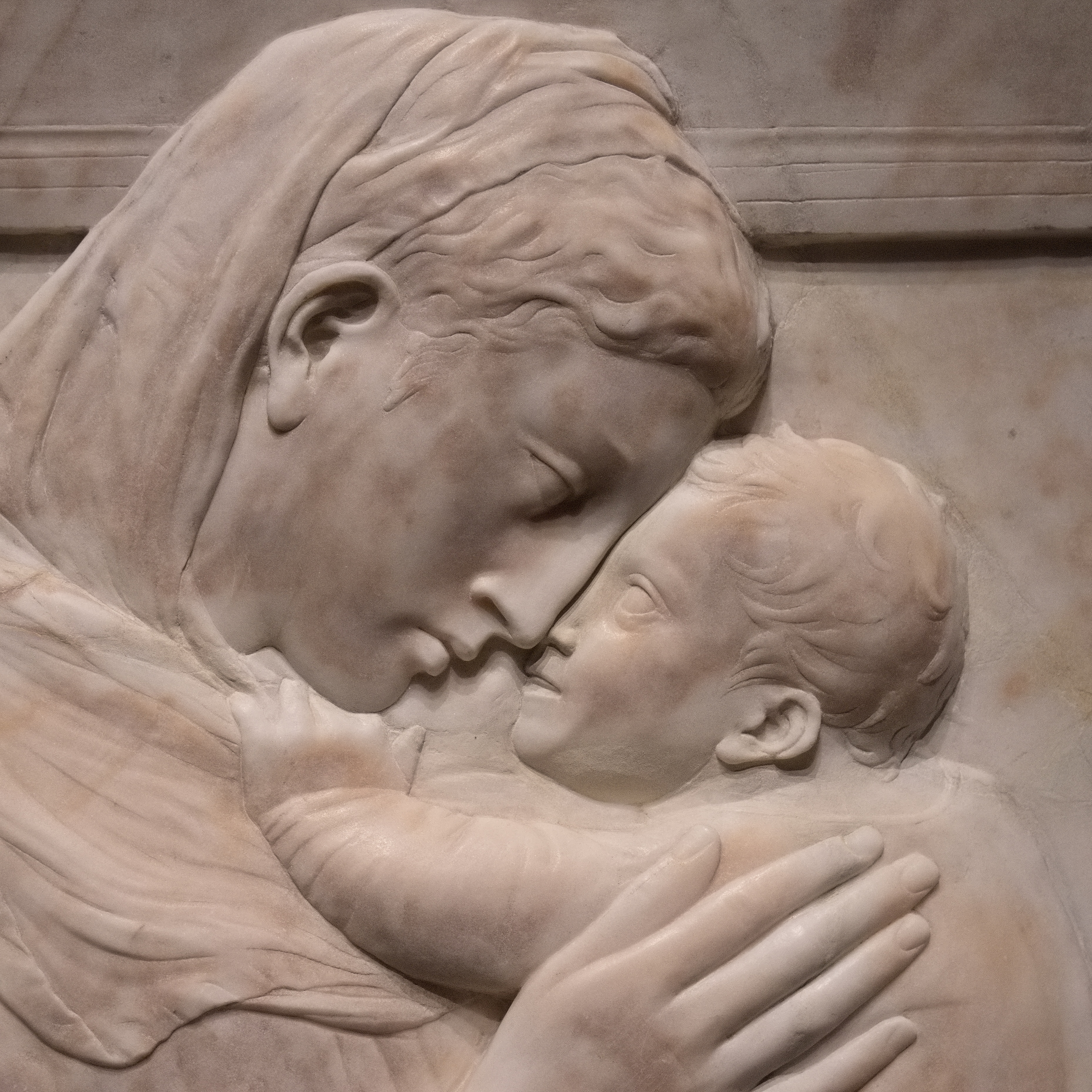
Pazzi-Madonna, Detail

Das im Profil dargestellte Gesicht des Kindes ist durch eine noch weichere Formgebung ausgezeichnet als das der Mutter. Die Lippen sind leicht geöffnet, was dem kindlichen Gesicht Lebhaftigkeit verleiht. Mit dem linken Arm greift das Jesuskind unterhalb ihres Kinns in den Schleier seiner Mutter. Der kindliche Körper ist zu dem der Mutter gewendet, also diagonal zur Bildebene, so dass man seinen Rücken sieht. Es ist mit einem langärmeligen Hemdchen bedeckt, dessen Ende gerafft auf dem nackten Oberschenkel liegt. Das Kind stützt sich mit dem Fußballen des angewinkelten linken Beins auf der Brüstung der Fensterrahmung ab. Von dem rechten Bein, welches fast vollständig vom linken verdeckt wird, schaut nur die Unterseite des Fußes hervor. Die Bewegung der Figuren erscheint auf ein Minimum reduziert. Besonders der schwere Faltenwurf des Umhangs der Gottesmutter wirkt statisch.

## Material, Technik und Zustand

### Material
Das Relief besteht aus Carrara-Marmor; eine Fassung oder Vergoldung ist nicht nachweisbar. Der Holzrahmen der aktuellen Präsentation gehört nicht zum Relief.

### Technik
Donatello verwendete bei der Pazzi-Madonna die von ihm entwickelte Technik des rilievo schiacciato (italienisch für „gepresstes Relief“). Anstatt mit weit raumgreifender physischer Tiefe zu arbeiten, wird durch Unterschneidung der Konturen und Überlappung der Formen eine illusionistische Tiefe erzeugt, wie sie sonst nur die Malerei erreicht. Bei dem Begriff rilievo schiacciato handelt sich mit großer Wahrscheinlichkeit um eine Schöpfung Giorgio Vasaris. Er bezeichnete damit weniger Flachreliefs generell, sondern speziell Reliefs, bei denen die Gestaltung wie in eine einzige Schicht von wenigen Millimetern „gepresst“ ist. Diese Definition muss sich allerdings nicht auf die Gesamtfläche des Reliefs beziehendes können auch nur einzelne Formbereiche als schiacciato ausgeführt sein. So auch bei der Pazzi-Madonna. Die rechte Hand und das Ohr der Madonna sind die höchsten Punkte im Relief. Die nur wenig plastisch ausgearbeitete Überschneidung der Profilkonturen von Madonna und Kind bekommt ihre Tiefenwirkung hingegen durch die Unterschneidung der Kontur. Donatello hat die Technik als Erster für das Bearbeiten von Marmorreliefs verwendet. 

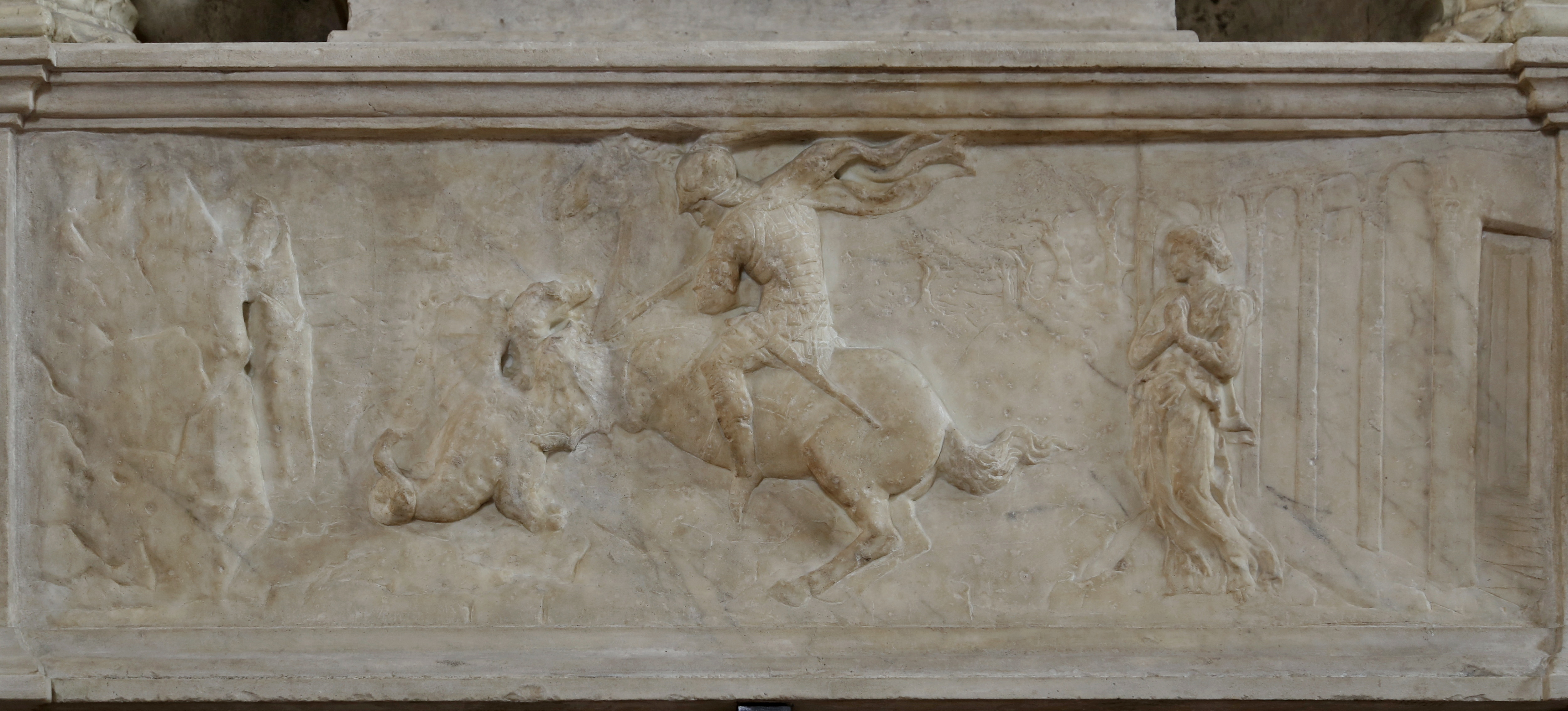
St. Georg befreit die Prinzessin, Donatello, 1416–1417, Marmor, 39 × 120 cm, Bargello Museum, Florenz

Die schiacciato-Technik ist von Donatello zum ersten Mal 1417 in der Predella der Skulptur des St. Georg in einer der äußeren Nischen der Kirche Orsanmichele (heute im Bargello-Museum) in Florenz verwendet worden. In dem sich auf der Basis der Nische befindenden Relief mit dem hl. Georg im Kampf gegen den Drachen sind die Figuren im Vordergrund erhaben ausgeführt, während die Elemente im Hintergrund zunehmend flacher werden. Das Pferd Georgs ist schräg zur Bildebene dargestellt, so dass sein Hinterteil noch plastisch herausragt. Sein Kopf, weiter hinten im Bildraum, ist dagegen schon deutlich flacher gearbeitet. Die Waldlandschaft im Hintergrund scheint fast wie in den Marmor geritzt. Es wäre allerdings ein Missverständnis, darin ein lineares Verhältnis von Volumen und Position im Raum zu vermuten. So sind etwa die Hinterhufe des Pferdes plastisch nicht erhöhter gearbeitet als etwa der Hintergrund. Schiacciato-Reliefs nähern sich in ihrer geringen Plastizität und der tiefenräumlichen Öffnung den Tafelbildern; reales Volumen ist durch eine subtile Abstufung der Plastizität der Oberfläche und tonale Licht- und Schattenwerte (valeurs) ersetzt. Ein besonders berühmtes Beispiel ist Donatello Relief mit Christi Übergabe der Schlüssel an Petrus. In der experimentellen Verkürzung der linken Hand der Pazzi-Madonna sieht Charles Avery einen Beleg dafür, dass sie nach dem Georgs-Relief eines der früheren Versuche gewesen sei, mit rilievo schiacciato zu arbeiten.

### Zustand
Bei seiner Ankunft 1886 in Berlin war das Relief in etwa 14 Teile zerbrochen. Trotz des Skandals, den die Nachricht in Italien verursachte, ließen sich weder in dem Schriftwechsel zwischen Stefano Bardini und Wilhelm von Bode noch in zeitgenössischen Presseberichten Informationen zur Schadensursache finden. Für die Beschädigung während des Transportes spricht ein Schreiben, welches Bode im Januar 1886, weniger Monate vor dem Ankauf im März 1886, an Bardini geschickt hatte. In diesem Schreiben erwähnt Bode, der das Relief vor dem Kauf in Florenz besichtigt hatte, dass das Relief nur Rostspuren von seiner vorherigen Wandbefestigung aufweise. Hinweise auf Rechtsstreitigkeiten wegen des möglicherweise während des Verpackens oder des Transportes entstandenen Schadens sind auch im ASEB (Florentine Archivio Storico Eredità Bardini) nicht zu finden.
Das Relief wurde 1967, 1979 und 2009 restauriert. Im digitalen Inventareintrag der Staatlichen Museen zu Berlin sind keine Angaben zu Restaurierungen des Reliefs direkt nach dessen Ankunft in Berlin vermerkt.

## Funktion
Die ursprüngliche Funktion des Reliefs nicht dokumentiert. Dennoch spricht viel dafür, dass die Pazzi-Madonna für die private Andacht geschaffen wurde. Darstellungen der Madonna mit Kind in einem kleinen Format erlangten ab dem 13. Jahrhundert eine hohe Verbreitung.  Die bereits in der byzantinischen Kunst als Typus (Eleusa) etablierte gegenseitige Umarmung, Ausdruck der „seelischen Beziehung zwischen Mutter und Kind“,  war für die private Andacht besonders geeignet. Madonnenbilder sollten zur Identifikation und zur meditativen Zwiesprache einladen und Einfühlung ermöglichen (lat. "Compassio").
Wahrscheinlich entstand die Pazzi-Madonna in privatem Auftrag. Wilhelm von Bode und andere Kunsthistoriker wiesen darauf hin, dass die starke perspektivische Verkürzung der Nische auf eine hohe Anbringung, möglicherweise sogar oberhalb der Augenhöhe der Betrachter, hindeutet. Der von Artur Rosenauer (1993) unterbreitete Vorschlag, die Pazzi-Madonna wäre ursprünglich als Straßentabernakel gefertigt worden, widerspricht Neville Rowley, da die Marmoroberfläche kaum Abnutzungs- oder Witterungsspuren aufweist.

## Zuschreibung
Die Attribution an Donatello ist in der kunstgeschichtlichen Literatur praktisch durchgehend anerkannt. Wilhelm von Bode erwarb das Relief 1886 als ein Werk Donatellos und veröffentlichte es nach seiner Ankunft in Berlin auch als solches. 1933 veröffentlichte Frida Schottmüller einen Katalog der italienischen Skulpturen des Kaiser Friedrich-Museums, in dem sie Donatello ebenfalls als Künstler der Pazzi-Madonna nennt. Nach den Kriegsjahren wurde die Pazzi-Madonna Mitte der fünfziger Jahre wieder prominent in der kunstgeschichtlichen Literatur aufgegriffen. In Horst W. Jansons 1957 veröffentlichter, immer noch maßgeblichen, Monographie zu Donatello, ist die Pazzi-Madonna eine der wenigen nicht dokumentierten Werke, die er als Original anerkannte. Pope-Hennessy (1958) bestätigte die Zuschreibung Jansons. Die jüngere Forschung schließt sich dieser Attribution an.

## Datierung

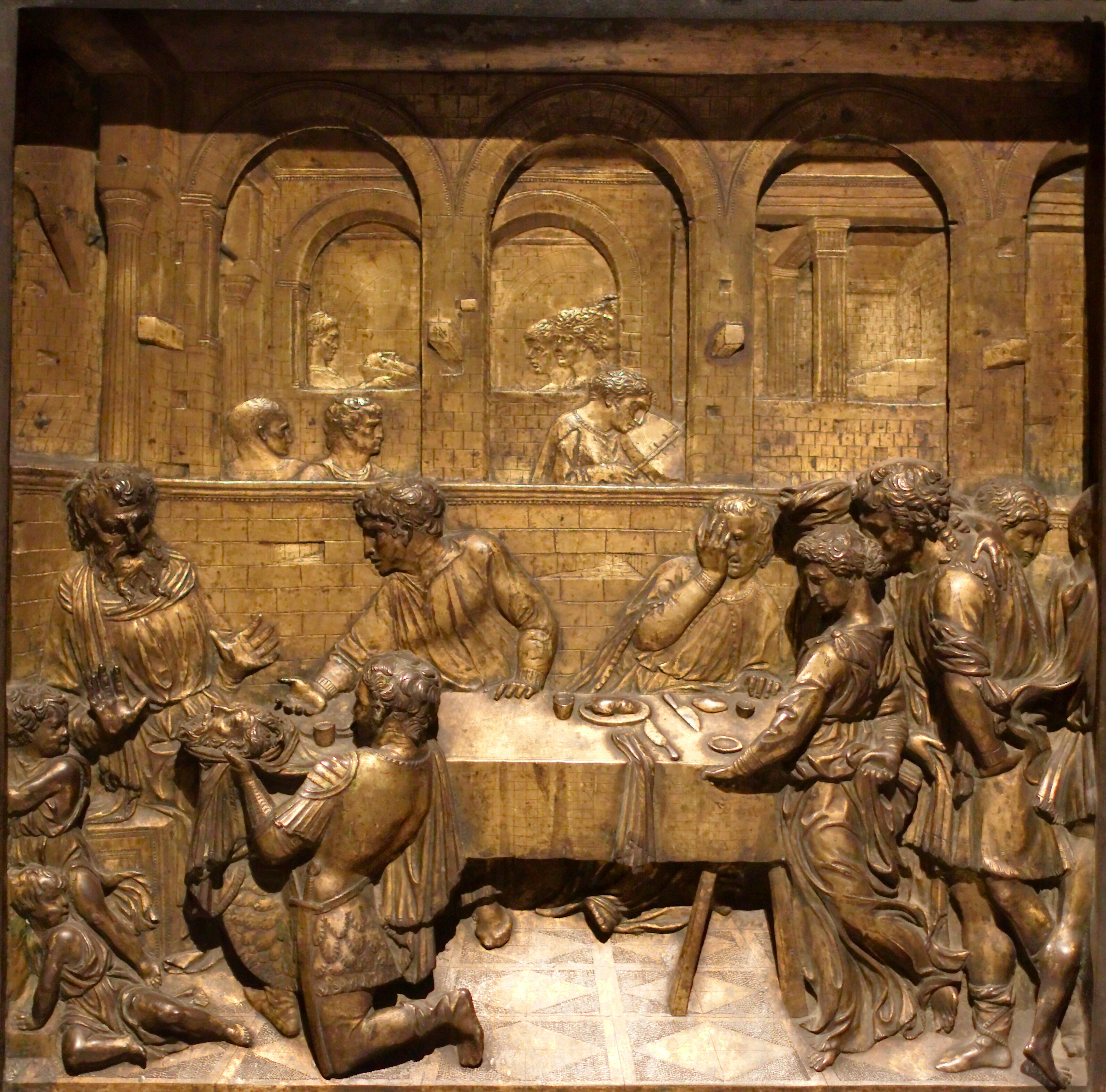
Gastmahl des Herodes, 1423–1427, vergoldete Bronze, Wandung des Taufbeckens im Baptisterium des Doms von Siena

Aufgrund des Vergleiches der stilistischen und technischen Ausführung mit anderen Werken Donatellos aus demselben Zeitraum, schwankt die Datierung der Pazzi-Madonna zwischen den Jahren 1418–1430.
Für einen Großteil der Kunstwissenschaftler steht die perspektivisch schwach ausgearbeitete Verkürzung der linken Hand der Madonna als Zeichen für einen frühen Versuch Donatellos in der Technik. Bode datierte das Werk 1886 um 1420. Frida Schottmüller (1933) hatte die Pazzi-Madonna aufgrund des Stils auf das Jahr 1422 datiert. Die Darstellung und Verkürzung der linken Hand hat Hans Kauffmann (1935) mit der des segnenden Gottvaters oberhalb der Georgs-Nische an Orsanmichele verglichen, die Donatello etwa 1417 angefertigt hat. Für Kauffmann ergab sich aus diesem Vergleich eine Datierung der Pazzi-Madonna auf circa 1418. John Pope-Hennessy (1958) hat die Ausführung der linken Hand des Herodes im Bronzerelief mit dem Gastmahl des Herodes, das Donatello zwischen 1423 und 1427 für das Taufbecken des Baptisteriums der Kathedrale von Siena schuf, mit der der Pazzi-Madonna verglichen. In der Gewandfaltung und speziell der des Schleiers auf ihrer Schulter erkennt er eine Verwandtschaft mit dem Marmorrelief mit Christi Übergabe der Schlüssel an Petrus von Ende der 1420er Jahre. Die sichtbare Fußsohle des Kindes sieht er zudem im Spiritelli-Fries der Außenkanzel am Dom von Prato aus den 1430er Jahren wiederholt. Auf Basis dieser Vergleiche wendet er sich von der Datierung um 1420–1422 ab und bestimmt den Entstehungszeitraum der Pazzi-Madonna auf etwa 1430.
Laut Horst W. Janson (1957) muss sie mindestens vier oder fünf Jahre nach Donatellos Statue des hl. Georg und des Sockelreliefs angefertigt worden sein, was sich bereits an dem gelungeneren Faltenwurf ableiten lasse. Gleichzeitig ordnet er das Relief vor dem Bronzerelief mit Gastmahl des Herodes ein, da in diesem eine künstlerisch und technisch bessere Umsetzung der zentralperspektivischen Raumdarstellung zu erkennen sei. Die stärkste Verwandtschaft mit der Pazzi-Madonna sieht er in den beiden Profilbüsten des Propheten und der Sibylle, die Donatello nachweislich 1422 für die Porta della Mandorla der Kathedrale von Florenz gefertigt hatte. Dementsprechend sieht Janson die Pazzi-Madonna in zeitlicher Nähe zur Entstehung dieser beiden Figuren, also um 1422.
Charles Avery (1994) schreibt der Pazzi-Madonna mit 1425–1430 einen etwas späteren Entstehungszeitraum zu. Anna Jolly (1998) datierte das Werk aufgrund der ihrer Auffassung nach unsicheren zentralperspektivischen Konstruktion etwas früher, konkret auf 1418. Neville Rowley (2016) widerspricht der breit akzeptierten Datierung auf etwa 1422. Der Vergleich mit dem Profil Isaaks in der Gruppe von Abraham und Isaak, welche Donatello 1421 für den Campanile der Kathedrale von Florenz anfertigte (heute im Museo dell’Opera del Duomo), legt für Rowley eine Datierung auf ca. 1420 nahe.

## Bezeichnung und Provenienz

### Bezeichnung
Die Bezeichnung als Pazzi-Madonna leitet sich von einer bisher ungeklärten Provenienz ab, laut der das Relief aus dem Garten des Hauses des Francesco Pazzi stammt. Diese Herkunft des Reliefs geht zurück auf eine Beschreibung von Francesco Bocchi aus dem Jahr 1677. Der Palazzo Pazzi della Congiura, bei dem es sich vermutlich um das Haus des Francesco Pazzi handelt, auf das sich Bocchi in seiner Beschreibung bezieht, war der Florentiner Hauptsitz der Familie Pazzi. Die Beschreibung lautet:

“Casa di Francesco Pazzi nella quale è una bellissima Vergine di Basso rilievo in marmo di mano di Donatello: è il bambino Giesù a sedere sopra un Guanciale, e con la destra la Vergine il sostiene mentr’egli con la sinistra alzata regge i lembi del velo che dal capo della Madonna pendono; E’ vaga in ogni sua parte, ed i panneggiamenti sono bellissimi, esprime la Vergine l’affetto verso il figliuolo, con grande arte, ed è tale, che nelle divise seguite tra Pazzino, la prese Alessandro Padre di Francesco per sc. 500. Secondo la stima che n e fu fatta.”

„Im Haus von Francesco Pazzi befindet sich eine schöne Marmor-Madonna in Flachrelief von Donatello; das Christuskind, auf einem Kissen sitzend, wird von der rechten Hand der Jungfrau gestützt, während er mit seiner erhobenen linken Hand den Schleier hält, der von ihrem Haupt herabhängt. Die Madonna ist in allen Teilen bezaubernd, die Draperien sind sehr schön, und die Zärtlichkeit der Jungfrau zu ihrem Sohn ist mit großer Kunst ausgedrückt und ist so, dass Alessandro, der Vater von Francesco, es in der folgenden Folge für 500 Scudi nach der Schätzung, die gemacht wurde, gekauft hat.“

Wie von vielen Kritikern angemerkt, sitzt das Kind weder auf einem Kissen, noch wird es von der rechten Hand der Madonna gehalten, weshalb die Zuschreibung aufgrund der Beschreibung von Bocchi als allgemein fragwürdig gilt. Auch Vorschläge für weitere mögliche Provenienzen blieben bisher unbestätigt. Dennoch sei das Werk unter dem Namen Pazzi-Madonna inzwischen zu bekannt geworden, um ihn wieder zu ändern.

### Provenienz
Wilhelm von Bode erwarb das Relief im Februar 1886 für einen Preis von ca. 20.000 Mark von dem Florentiner Kunsthändler Stefano Bardini für die königlich preußische Kunstsammlung. Laut Bardini stamme das Werk aus der Kapelle der Casa Pazzi in der Borgo degli Albizi, Ecke Via dell’Oriuolo (Florenz). Während Florenz für den Zeitraum 1865–1870 Hauptstadt Italiens war, hätten Behörden des neuen Königs Italiens die Casa Pazzi gekauft und für das Bankgeschäft umgebaut. Die Patriarchin der Pazzi wäre in diesem Zusammenhang aufs Land gezogen und hätte das Relief mitgenommen, wo es bis zu ihrem Tod blieb. Die Erben brachten es zwar zurück nach Florenz, erachteten es aber als wertlos und verkauften das Relief für 1000 Lire an den Oberst der Carabinieri Reali und Kunstsammler Raffaello Ettore Lamponi, von dem Bardini schließlich das Relief erwarb.
Lynn Catterson stellt in ihrer Untersuchung zu den Handelsbeziehungen zwischen Bode und Bardini fest, dass die Geschichte der Besitztümer der Familie Pazzi diesen Provenienzangaben Bardinis widerspricht. Lediglich gesichert ist, dass Bardini das Relief von Raffaello Ettore Lamponi erworben hat. Die Familie Pazzi besaß mehrere Gebäudekomplexe und Grundstücke in Florenz. Es scheint unwahrscheinlich, dass die „Casa Pazzi“, auf welche sich Bardini beruft, mit der Angabe Francesco Bocchis aus dem Jahr 1677 übereinstimmt. Bocchi bezieht sich in seiner Beschreibung auf das Haus des Francesco Pazzi, wobei es sich vermutlich um den Palazzo della Congiura handelt, welcher nicht mit den Ortsangaben der von Bardini genannten „Casa Pazzi“ übereinstimmt. Bardini bezieht sich in seiner Provenienzangabe auf einen anderen Gebäudekomplex, dem Palazzo Pazzi, der im Quattrocento auch paradiso de’ Pazzi genannt wurde. Ebenfalls in Betracht zu ziehen ist, dass die Besitztümer der Familie Pazzi nach der Pazzi-Verschwörung 1478 von den Medici beschlagnahmt wurden. Catterson äußert demnach Zweifel daran, dass die Pazzi-Madonna nicht wie alle anderen Wertgegenstände der Pazzi von den Medici entwendet wurden. Auch der Palazzo della Congiura, auf den sich Francesco Bocchi in seiner Beschreibung von 1677 vermutlich bezieht, wurde 1478 konfisziert und ab 1498 von neuen Besitzern erstanden, von denen niemand Angehöriger der Pazzi-Familie war.
Trotz dieser Unstimmigkeiten erwarb Wilhelm Bode das Relief 1886 und veröffentlichte wenige Wochen später die von Stefano Bardini angegebene Provenienz mitsamt der Zuschreibung an Donatello. Von 1886 bis 1904 war die Pazzi-Madonna Teil der Skulpturensammlung des Alten Museums. Von da an war sie bis 1939 in der Skulpturensammlung des Kaiser-Friedrich-Museums. Mit Einmarsch in Polen am 1. September 1939 wurde die Pazzi-Madonna mit weiteren Ausstellungsstücken in den Kellern der Museumsinsel und später im kleineren Leitturm des 1941 im Volkspark Friedrichshain errichteten Flakturmpaares gelagert. Am 6. März 1945 fiel die Entscheidung, die Pazzi-Madonna gemeinsam mit einem Großteil der Sammlung der Berliner Museen aus Berlin zu evakuieren. Im Frühjahr 1945 wurde das Relief in die Salzmine Kaiseroda in der Nähe von Merkers in Thüringen verlegt. Am 4. April 1945 fiel die Mine in die Hände der US-amerikanischen Armee, welche die dort entdeckten Werke für sich beanspruchen wollten und weiter Richtung Westen schickten, da die Region um Merkers der Sowjetunion zugesprochen war. So erreichte die Pazzi-Madonna im Jahr 1945 den Central Collecting Point in Wiesbaden. 1956 wurde die Pazzi-Madonna an den in West-Berlin gelegenen Museumskomplex Dahlem zurückgegeben, wo das Relief bis 1997 Teil der Skulpturensammlung blieb. Nach einer fast zehnjährigen Lagerung (1997–2006) ist die Pazzi-Madonna mit der Wiederöffnung des Berliner Bode-Museums (ehemaliges Kaiser-Friedrich-Museum) im Jahr 2006 in dessen Sammlung zurückgeführt worden. Seitdem ist das Relief Teil der Skulpturensammlung des Bode-Museums.

## Komposition
Das Hauptaugenmerk liegt auf der Beziehung zwischen Mutter und Kind, die durch die völlige Abgeschlossenheit der Figuren zur Außenwelt gesteigert wird. Die architektonische Rahmung lässt Mutter und Kind allerdings wie in einem realen Fenster oder einer Nische stehend erscheinen. Die innere Rahmenkante hinter den Figuren beschreibt ein Quadrat, wogegen die äußere, identisch mit dem Bildrand kaum merklich hochrechteckig ist. Die die Rahmenarchitektur dekorierenden rechteckigen Vertiefungen unterstützen in ihrer Linienführung den räumlichen Eindruck der Nische. Die Fluchtlinien von oben beschreiben eine V-Form, die die Intimität der aneinandergelegten Köpfe gegenüber den Körpermassen hervorhebt. Die als Raute oder Oval beschreibbare Komposition der Figuren wird durch die senkrecht herabfallenden Falten ihres Mantels links abgeschlossen und geerdet. Der Blick wird durch einen Bogen, der entlang des Schleiers der Maria über den Arm des Jesuskindes verläuft, auf die sanft aneinandergelegten Köpfe geleitet. Ein weiterer Bogen verläuft über die Köpfe, die Rückenlinie des Kindes, ihren Handrücken und endet in seinem linken Fuß. Wie bei einer Welle wiederholt dieser Bogen sich noch einmal, vom Ohr der Madonna über beider Augen, ihre Fingerspitzen und die gekrümmte Körperachse des Kindes.

## Bildtradition und Raumkonstruktion
Die Komposition der Pazzi-Madonna kann auf den byzantinischen Madonnentyp der Eleusa zurückgeführt werden, bei der das Kind seinen Kopf an die Wange seiner Mutter legt. Das Thema wurde in der Renaissance stets neu formuliert und die Form der Umarmung abgewandelt. So auch bei der Pazzi-Madonna, die am Beginn dieser Entwicklung steht; hier sehen sich Madonna und Kind an und berühren sich Stirn an Stirn. Die Vielzahl von Reproduktionen der Pazzi-Madonna weist auf einen Erfolg gerade dieser Komposition hin.
Die im Trecento dominierende Darstellungsweise, Madonna und Kind als göttliche Wesen „[…] einer konkret faßbaren [sic!] Erscheinung ebenso wie einem realen Bereich entrückt, […]“ abzubilden, wurde im Quattrocento aufgebrochen. Noch zu Beginn des 15. Jahrhunderts wurde die Madonna überwiegend vor einem immateriellen Goldgrund dargestellt. Doch einzelne Künstler wie Donatello begannen, angetrieben durch die Humanisten und das Antikenstudium, menschliches Maß, auch Emotionen, in naturtreuem Realismus auf die Darstellung heiliger Figuren anzuwenden, die Madonna mit dem Jesuskind als eine Mutter mit ihrem Baby dem Betrachter anzunähern. Ronald Kecks sieht das Relief als Prototypen für eine von drei dominierenden halbfigurigen Bildkompositionen der Madonna mit Kind in der Plastik der ersten Hälfte des Quattrocento (In der zweiten Hälfte des 15. Jahrhunderts allerdings werden diese wieder durch ein repräsentatives Madonnenideal verdrängt.)
Neben der von jedem Betrachter nachvollziehbaren Intimität der Szene, wird der weltliche Bezug bei der Pazzi-Madonna zusätzlich durch die Raumillusion der Rahmenarchitektur im Bild hergestellt. Madonna und Kind erscheinen in einer Art Fenster, das nicht in einer abgehobenen himmlischen Sphäre verortet ist, sondern im Hier und Jetzt. Im Widerspruch zu diesem angestrebten weltlichen Bezug steht allerdings das ausgesprochen klassisch wirkende Gesicht der Madonna.

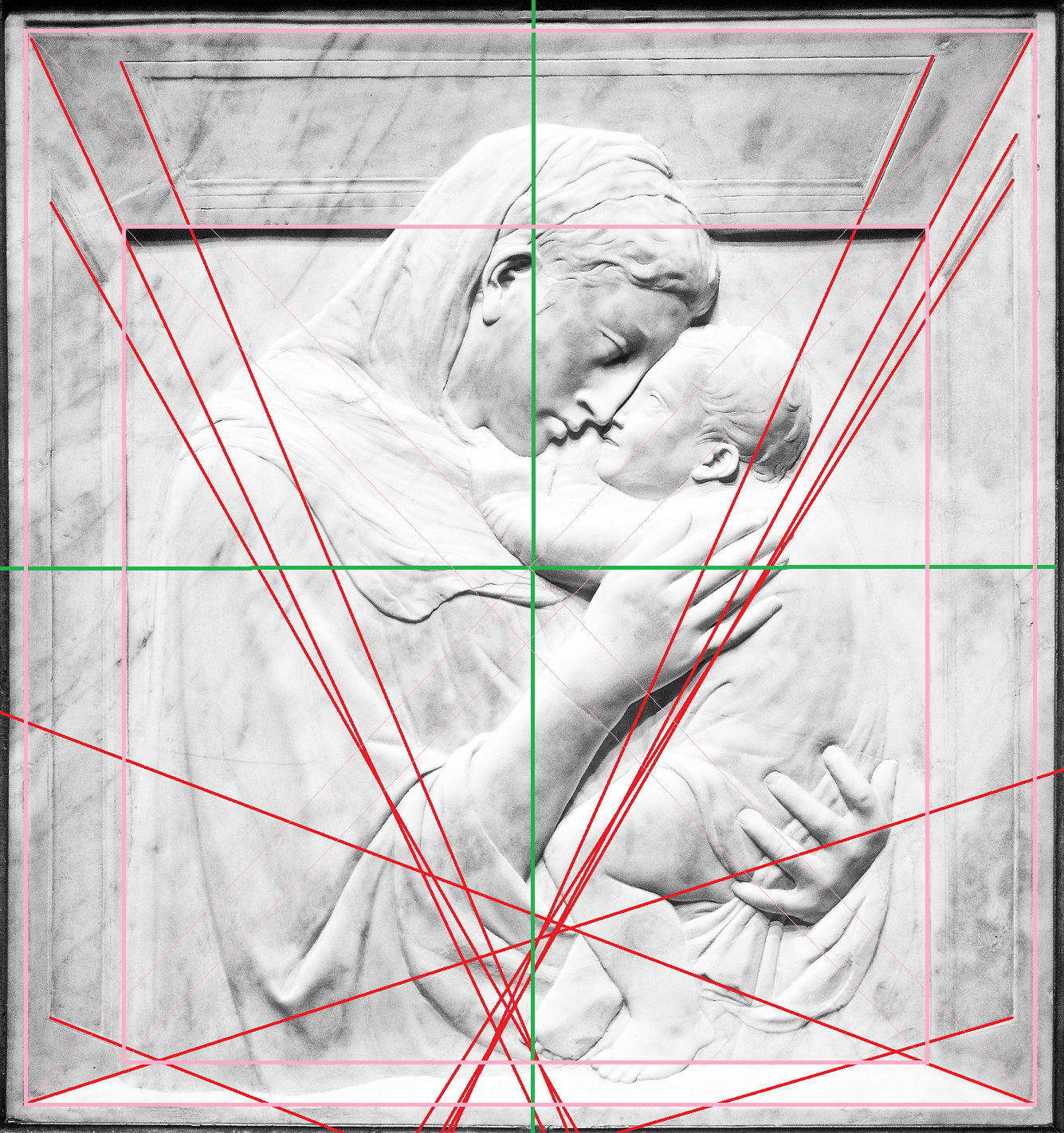
Annähernder Verlauf der Fluchtlinien der Perspektivkonstruktion

Die Rahmenarchitektur der Pazzi-Madonna wird annähernd zentralperspektivisch dargestellt, wobei sich die Fluchtlinien zwar nicht in einem einzelnen Punkt treffen, sondern lediglich in einem Feld oberhalb der Brüstung. Um 1420 begannen Florentiner Künstler für Raumdarstellungen die Zentralperspektive zu nutzen; deren Erfindung durch Filippo Brunelleschi ist hingegen nicht nachzuweisen. Da der Entstehungszeitraum der Pazzi-Madonna auf ca. 1420/22 geschätzt wird, kann sie zu den frühen Beispielen für eine zentralperspektivische Raumdarstellung gezählt waren. Dagegen spricht das offensichtliche Desinteresse Donatellos an einer geometrisch exakten Konstruktion und der (nur ungefähr zu bestimmende) Fluchtpunkt, der einen Blick über den unteren Bildrand auf einen von Donatello hierfür nicht vorgesehenen Bildbereich erlauben würde: Der Mantel der Madonna liegt nicht auf der Brüstung auf, sondern fällt durch sie hindurch. Nur wenn nun die oberhalb der Brüstung sich (mehr oder weniger) treffenden Fluchtlinien der Augenhöhe des Betrachters entsprechen, ist dieser Bereich nicht zu sehen, wie es John Pope-Hennessy 1976 in einem Beitrag mit einer entsprechenden Fotografie demonstrierte.

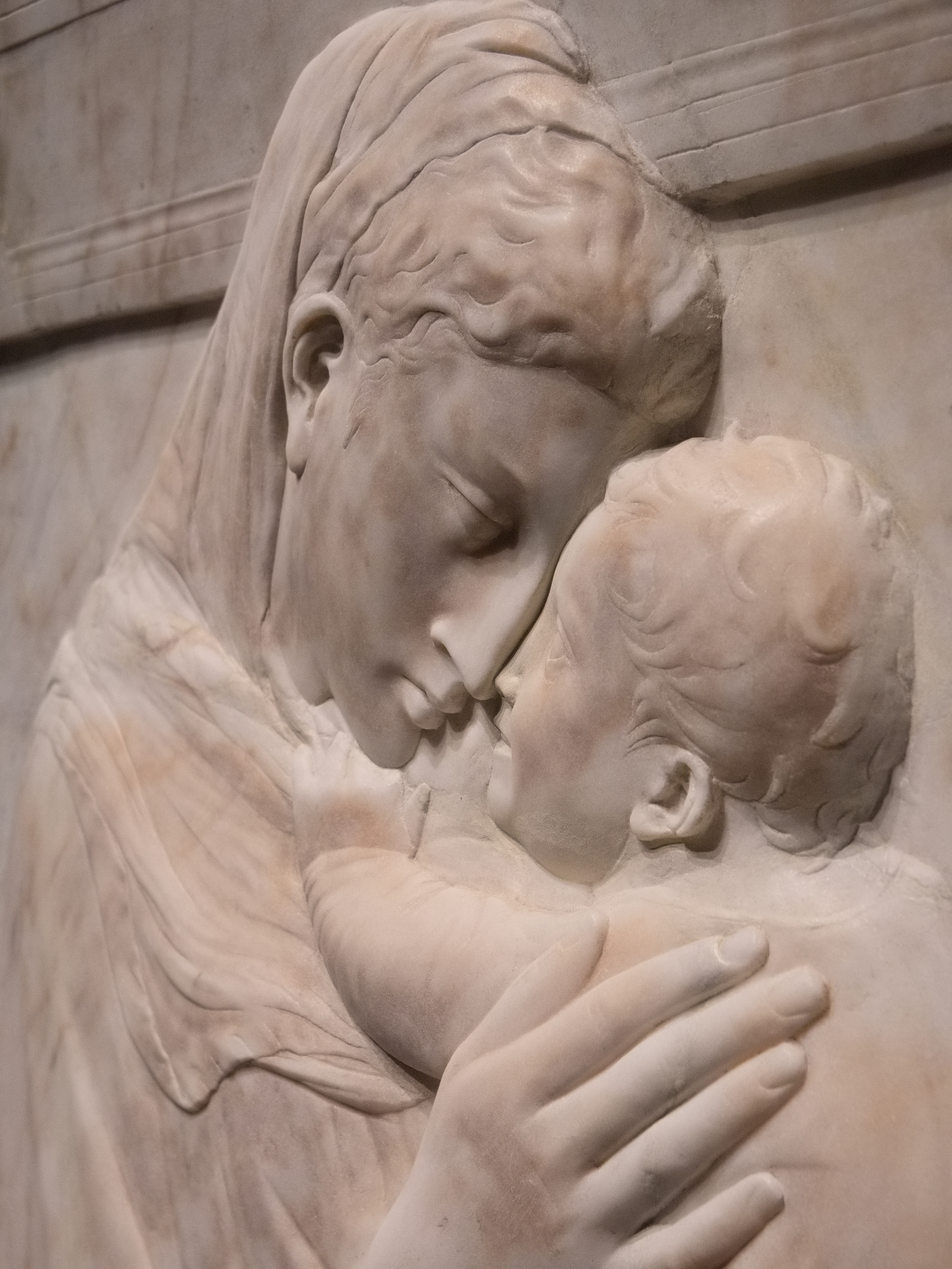
Pazzi-Madonna, Ansicht von der Seite

Auch die Umsetzung des Themas als Flachrelief (üblich war das halbfigurige Hochrelief, bzw. für den häuslichen Gebrauch die gemalte Andachtstafel), besonders aber die Illusion des Hintergrundes als Innenraum, unterscheidet die Madonna von ähnlichen Werken. Die durch die zentralperspektivische Nischenarchitektur gegebene Tiefenwirkung wird durch die Technik des rilievo schiacciato (ital. für „gepresstes Relief“) unterstützt. Die physische Tiefe der Figuren wird stark reduziert, stattdessen werden verschiedene Eigenschaften wie überlappende Oberflächen und kaum mehr als geritzte Linien genutzt, um Tiefe zu erzeugen. Die Figuren überschneiden beide die werkimmanente Nische und gewinnen damit zusätzlich an Dreidimensionalität. Der Kopf der Madonna überschneidet die obere Nischenarchitektur, während das Jesuskind sich mit dem linken Fuß auf der Brüstung abstützt. Das Fehlen der physischen Tiefe des Reliefs wird durch Unterschneidungen der Konturen ausgeglichen. Die Kontur des Profils der Madonna hebt sich anhand einer deutlichen Schattenbildung von dem des Kindes ab und erzeugt dadurch, neben der Überlappung der beiden Profile, eine Tiefenwirkung.
Bemerkenswert ist auch die sorgfältige Behandlung der Oberfläche des Marmors. Die subtile Darstellung von Stofflichkeiten – Haar, Haut, Textilien – konkurriert mit der farbigen Fassung anderer Madonnenreliefs. Donatellos geschickten Umgang mit der natürlichen Struktur des Marmors zeigt sich darin, dass er die Kontur der Nase der Madonna entlang einer weißen Marmorader verlaufen ließ. Ungewöhnlich ist vor allem das Fehlen der Nimben. Vermutlich sollte der Verzicht die Nähe und Menschlichkeit der Figuren unterstreichen.

## Ikonografie

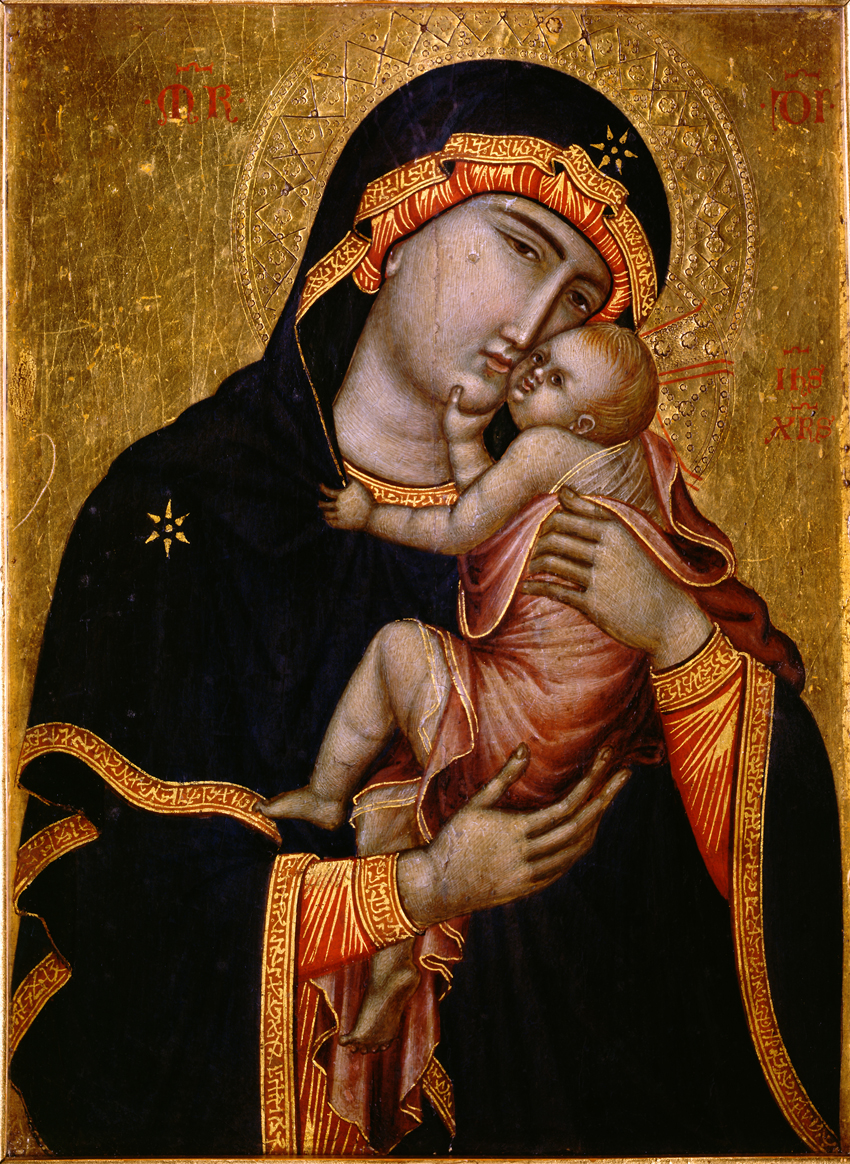
Notre-Dame de Grâce, vielleicht Siena, um 1340, 35,7 × 25,7 cm, Kathedrale von Cambrai, F 581

Dem ikonografischen Typus entsprechend und durch formale Gestaltung der Zuwendung bedingt, ruhen die Köpfe von Madonna und Kind Stirn an Stirn. Das beliebte Bildthema, bei dem das Jesuskind seinen Kopf in enger Umarmung an die Wange der Mutter schmiegt, geht auf den seit dem Dugento in Italien immer beliebter werdenden byzantinischen Madonnentyp der Eleusa zurück. Trotz der Hinwendung zu einer deutlich naturalistischeren und weltlicheren Darstellungsweise von Mutter und Kind, wurden doch einige wesentliche Gestaltungsaspekte „von einzelnen sehr viel älteren, byzantinischen Madonnenbildern“ in Madonnenrelief-Kompositionen des Quattrocento aufgegriffen. In der dem Betrachter entgegenstreckten rechten Fußsohle des Kindes etwa findet sich ein Verweis auf frühere Madonnen-Ikonen. Das Motiv der sichtbaren rechten Fußsohle des Kindes tritt häufig in byzantinischen Madonnendarstellungen wie der Eleusa oder auch den synonym verwendeten und zur Gruppe der Eleusa gehörenden Glykophilusa-Typus auf.
Ein „trauriger Ernst und tiefe Schwermut“ im Gesichtsausdruck der Madonna zeugen von der angstvollen Vorahnung um das Schicksal ihres Sohnes. Die wesentliche Bildaussage im Hausandachtsbild des Florentiner Quattrocento geht über die Darstellung der innigen Beziehung zwischen Mutter und Sohn hinaus. Dahinter verborgen und durch den melancholischen Ausdruck der Madonna sichtbar gemacht, ist der Hinweis auf die Passion, den Opfertod Christi. Damit ist auch die für Gläubige wichtige Verheißung auf die Erlösung durch die Auferstehung Christi verbunden.
Heilsgeschichtliche Hinweise können ebenso in den Gesten des Kindes erkannt werden. So kann das Einhüllen des Kindes in den Mantel der Madonna im übertragenen Sinne auch als Zurückschrecken vor dem angekündigten Schicksal, dem Kreuzestod, aufgefasst werden. Die Gesten im Hausandachtsbild des Quattrocentos stehen nie ausschließlich für den christlichen Gehalt der Darstellung. Die Bildaussage ist symbolisch durch diese unterstrichen. So drückt sich in den Gesten des Kindes, welches sich der Madonna über die Umarmung hinaus zuwendet, mehr als ein typisch kindliches Verhalten aus. Der Griff in ihr Gewand, welcher nicht nur die Verbindung zwischen Mutter und Sohn formal stärkt, versteht Kecks als „ein Zeichen der Inbesitznahme Mariens durch das Göttliche“. In dieser Geste verbirgt sich ein Hinweis auf Maria als „[…] Ersterlöste ihres Sohnes, als die neue Eva, [die] frei von der Erbsünde ist, und ebenso auf ihre Stellung als ,Königin der Märtyrer‘, da sie ihren Sohn zum Heile der Menschheit opferte.“ In der engen, durch Gesten unterstützten Verbindung zwischen Mutter und Kind sei die bedeutende Rolle der Maria im Erlösungswerk aufgegriffen. In der engen Verbindung von Madonna und Kind sei die Verbindung von Christus und der Kirche (Ecclesia) dargestellt, die Maria verkörpert.
Auffällig bleibt zudem das in der Literatur oft als klassisch-griechisch beschriebene Profil der Madonna. Im Forschungsdiskurs wird mehrfach auf die Möglichkeit verwiesen, Donatello habe sich an einem ikonografischen Prototypen aus der Antike orientiert. Anna Jolly schlägt einen attischen Stelai (Grabtypen) von Müttern, die während der Geburt gestorben sind, vor. Der melancholische Gesichtsausdruck der Madonna, sowie ihr klassisch anmutendes Profil, könnten beide in Verbindung mit einem solchen antiken Vorbild gesetzt werden. Zusätzlich könnte die Orientierung an einem antiken Vorbild für Jolly auch das ungewöhnliche Fehlen von Nimben erklären. Als Gegenvorschlag zu Jolly lässt sich hier John Pope-Hennessy heranziehen, welcher das auffällige Fehlen von Heiligenscheinen und Emblemen als bewusst gesetzte Lehrstellen wertet, um Madonna und Kind näher an der Lebensrealität der Menschen darzustellen. Damit einhergehend, sowie in der schützenden Beziehung von Mutter und Kind unterstützt, sieht er einen Verweis auf die damals hohe Kindersterblichkeit. Neville Rowley widerspricht diesen Vorschlägen, die Pazzi-Madonna habe einen antikes Vorbild gehabt. Ausschließlich dem Motiv der rechten, nach vorne gestreckten Fußsohle des Christuskindes, spricht er einen direkten byzantinischen Ursprung zu.

## Abgüsse und Varianten

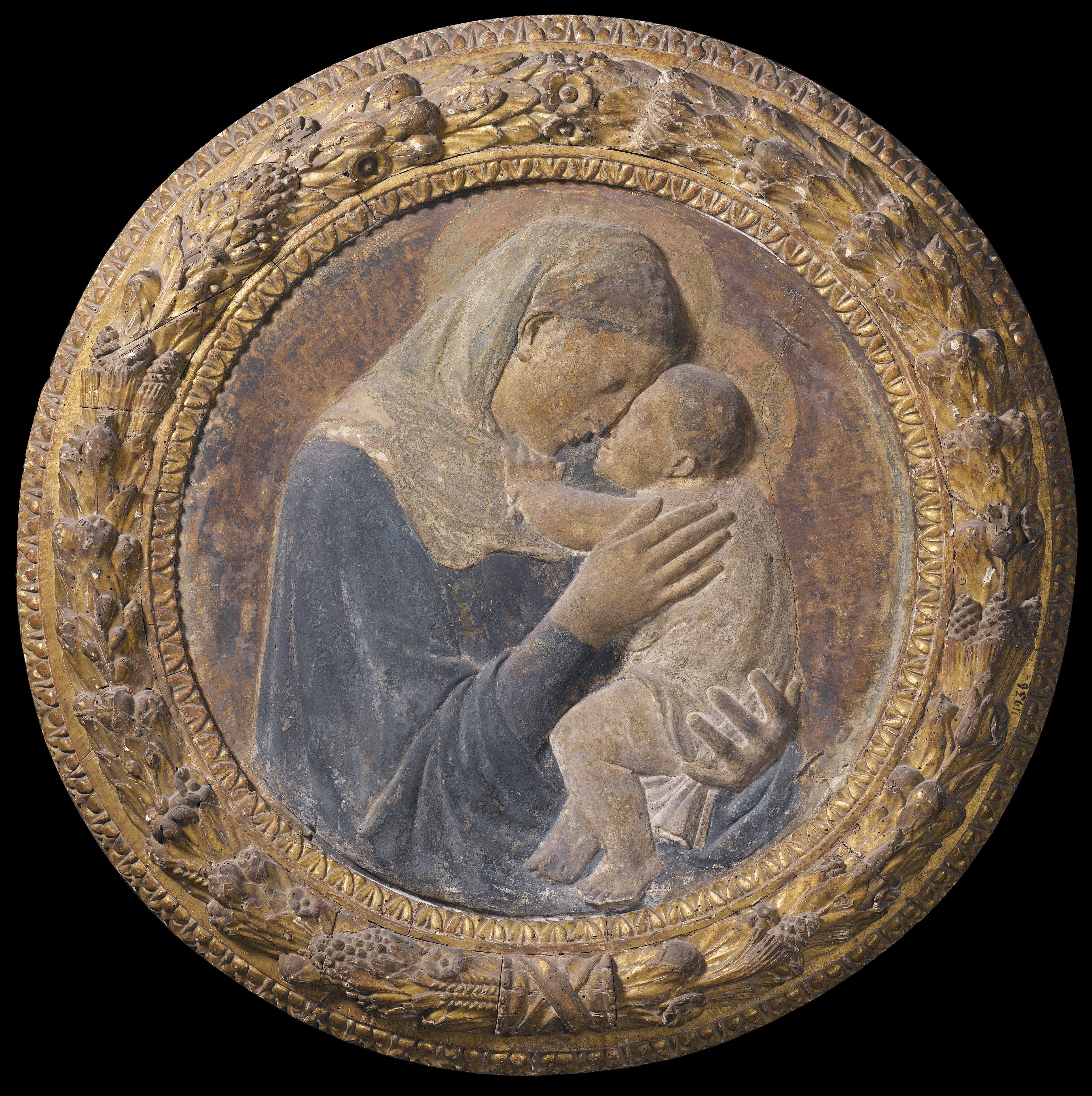
Maria mit Kind, unbekannt, undatiert, farbig gefasstes Stucktondo, 70 (103) d × 11 cm, Rijksmuseum, Obj. Nr. BK-NM-11935,[46] Amsterdam
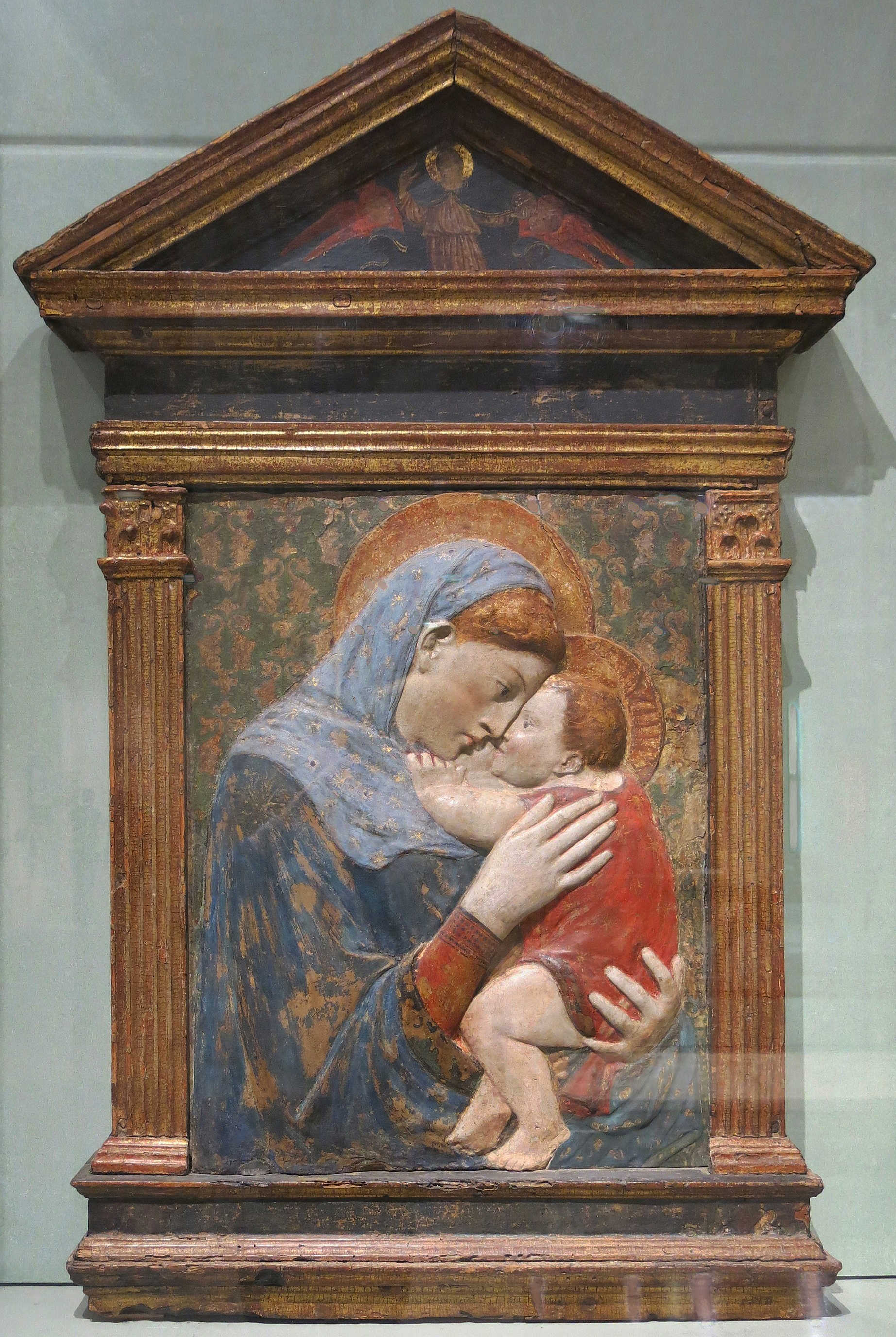
Madonna und Kind, Werkstatt Donatellos, um 1450, farbig gefasster Stuck, 70 × 53 cm, Musée du Louvre, Inv. Nr. RF 744,[47] Paris

Farbig gefasste Abgüsse des Hauptmotivs werden im Rijksmuseum (Amsterdam), in der Národní galerie (Prag) und im Musée du Louvre (Paris) aufbewahrt. Derzeit sind über fünfzehn weitere Versionen der Pazzi-Madonna bekannt. Bei der Pazzi-Madonna in der Berliner Skulpturensammlung handelt es sich jedoch um die einzige bekannte Marmorversion der Komposition. Aufgrund der vielen Reproduktionen sei es wahrscheinlich, dass die Pazzi-Madonna für Florentiner Künstler des Quattrocento leicht zugänglich war. Ein Auflistung von Abgüssen und Variationen der Pazzi-Madonna findet sich im digitalen Inventareintrag der Staatlichen Museen zu Berlin.